# Brandon Hall (Grenada)
Brandon Hall ist eine Siedlung im Parish Saint Andrew im Osten von Grenada.

## Geographie
Die Siedlung liegt auf der Anhöhe über der Ostküste bei Soubise.

## Klima
Das Klima ist tropisch heiß.